# Kürschnermesser

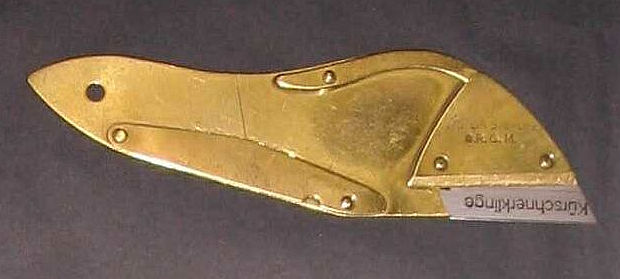
Modernes Kürschnermesser (Klingenhalter) „System Sievers“

Ein Kürschnermesser ist ein Handwerkszeug zum Schneiden von Fellen. Es unterscheidet sich erheblich von der Form anderer Schneidwerkzeuge. Ursprünglich aus bestem Stahl hergestellt, bezeichnet es heute auch einen entsprechenden Klingenhalter mit auswechselbaren Klingen.

## Geschichte
Wie die Bezeichnung Kürschnermesser vermuten lässt, beginnt die eigentliche Entwicklung eines Spezialmessers zum Zuschneiden von Fellen (früher auch Zuschneidemesser genannt) mit dem Entstehen eines eigenen Berufszweiges zur Pelzherstellung, dem des Kürschners. Zuvor oblag das Anfertigen von Pelzkleidung oder pelzverzierter Kleidung in der Regel den Frauen, deren Männer die erlegten Pelztiere heimbrachten. Nahe dem Dorf Swanscombe in der Grafschaft Kent (Borough of Dartford) in England fand sich neben vielen anderen Fundstücken ein aus Stein geschlagenes Handwerkszeug zur Lederbearbeitung aus der Acheuléen-Kultur der Altsteinzeit, das einem modernen Kürschnermesser verblüffend ähnlich sieht. Auch lässt sich sagen, dass das Kürschnermesser der Eisenzeit sich weniger in der Gestalt und Größe als durch ein geeigneteres Material von dem Feuersteinmesser der vorgeschichtlichen Menschen unterscheidet. Die Eskimofrauen benutzen für das Entfleischen und Zuschneiden der Felle bis in die jüngste Zeit ein besonderes, halbkreisförmiges Messer, das Ulu. Bei den Kürschnern Asiens war bis Ende des 20. Jahrhunderts ein dem Ulu sehr ähnliches Messer in Gebrauch. Für die Eskimos war es allerdings ein Allzweckmesser, das für sämtliche anfallenden Schneidearbeiten eingesetzt wurde, hauptsächlich jedoch zur Fellbearbeitung, für die es auch speziell geformt ist.
Im 14. und 15. Jahrhundert hatten die Kürschnermesser noch die Form eines gewöhnlichen starken Brotmessers. Im 18. Jahrhundert besaßen sie einen kurzen Griff. Folgt man O. L. Hartwig, dann wurde damit nicht wie heute mit der Klingenspitze geschnitten, sondern mit der ganzen Schneide. Die heutige, besonders handgerechte Form der Kürschnermesser entstand etwa um 1800. Der mit China Handel treibende deutsche Rauchwarenhändler Emil Brass vermerkte in seinem 1925 in zweiter Auflage erschienenen Buch: „Das chinesische Kürschnermesser weicht in der Form von dem unsrigen stark ab, es ähnelt mehr einem Kreismesser“.
In den 1890er Jahren erfand King Camp Gillette die Einwegrasierklinge. Das Kürschnermesser mit auswechselbarer Klinge dürfte erst etwa in den 1930er Jahren erstmals in Gebrauch gekommen sein. Der unvermeidbar gewordene Übergang vom Ganzstahlmesser zum Klingenmesser zeichnete sich ab, als 1928 der Hersteller Alexander Kemper, seit 1884 im Messhaus Leipzig ansässig, warb: „Neuheit: Schwedenstahlmesser, dünn wie eine Rasierklinge“. Aber selbst 1941 wird den deutschen Kürschnern noch geraten, sich beim Schneiden des Ganzstahl-Kürschnermessers zu bedienen, auch wenn nicht abzustreiten sei, „dass sich manche Fellarten, besonders wenn sie alt sind, auch mit dem schärfsten Kürschnermesser kaum schneiden lassen. Das ist hauptsächlich bei manchen Lammarten der Fall. In solchen Fällen tut die Rasierklinge wirklich gute Dienste“. Das Pelzlexikon von 1950 bestätigt, dass das Klingenmesser „eine weniger günstige Aufnahme“ fand. Es ist allerdings zu berücksichtigen, dass die Einführung des neuen Messers mit den noch recht teuren Klingen in die Zeit des Zweiten Weltkrieges und in die darauffolgende Notzeit fiel. – Üblicherweise gehörte das Kürschnermesser zu den Handwerkszeugen, die der Kürschnergeselle selbst zu stellen hatte. Als die Klingenmesser in Gebrauch kamen, mussten die Gesellen dementsprechend in vielen Betrieben noch lange Zeit auch die Klingen aus eigener Tasche bezahlen.

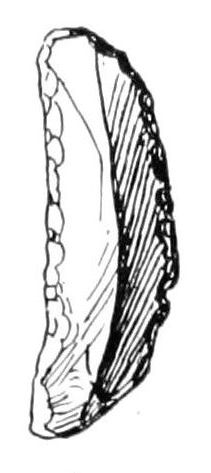
Steinzeit-Messer
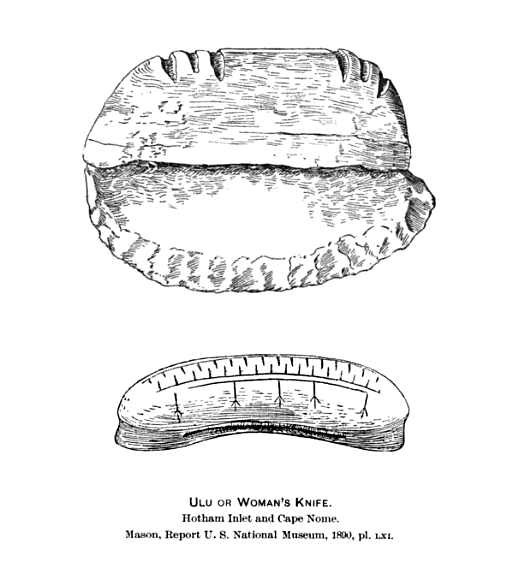
Eskimo-Messer, 19. Jh. (Material nicht angegeben)
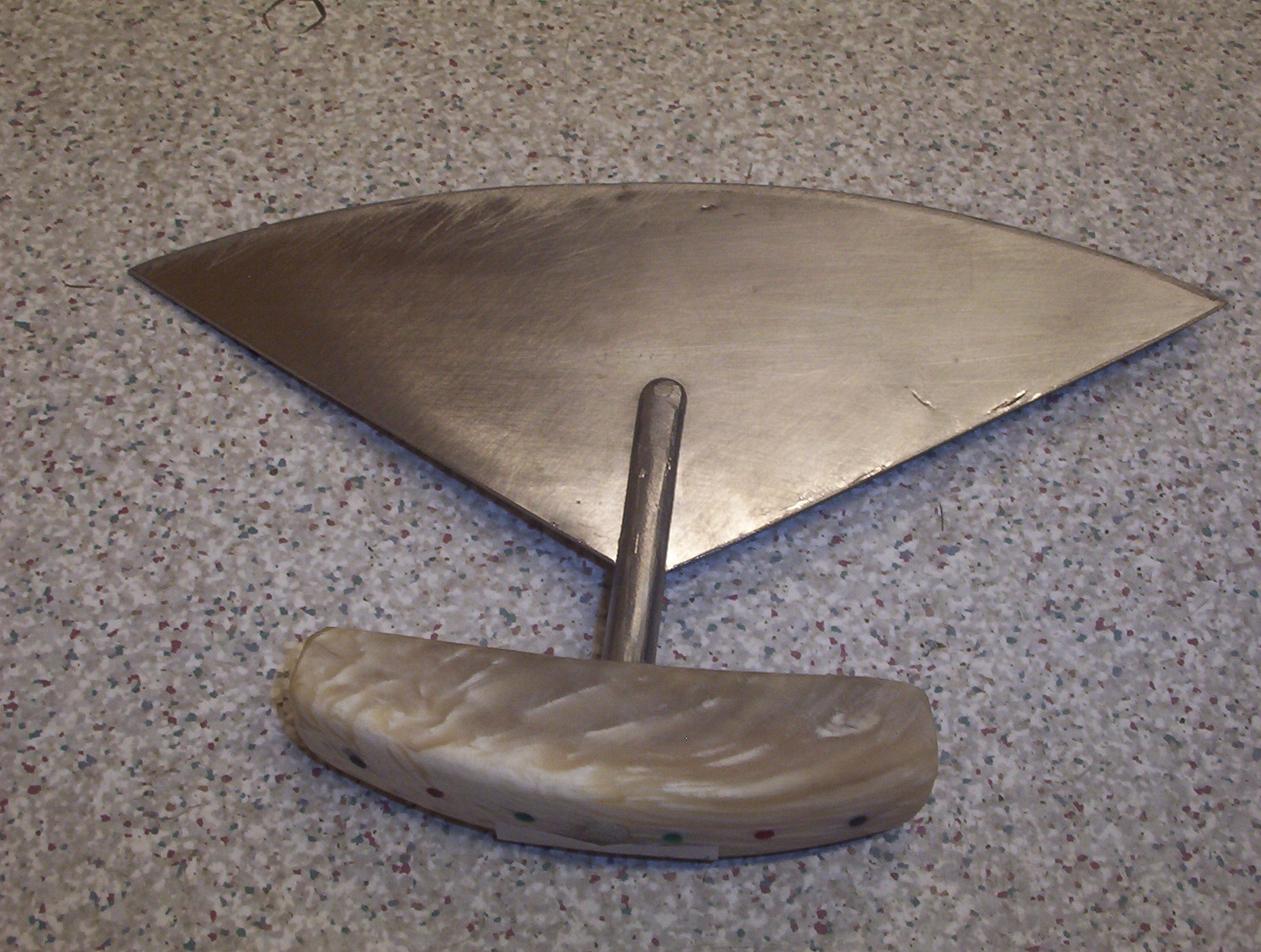
Modernes Eskimomesser (Stahl, Karibu-Horn)
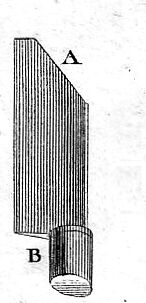
Kürschner-Messer 18. Jh. A) die Klinge B) der Griff
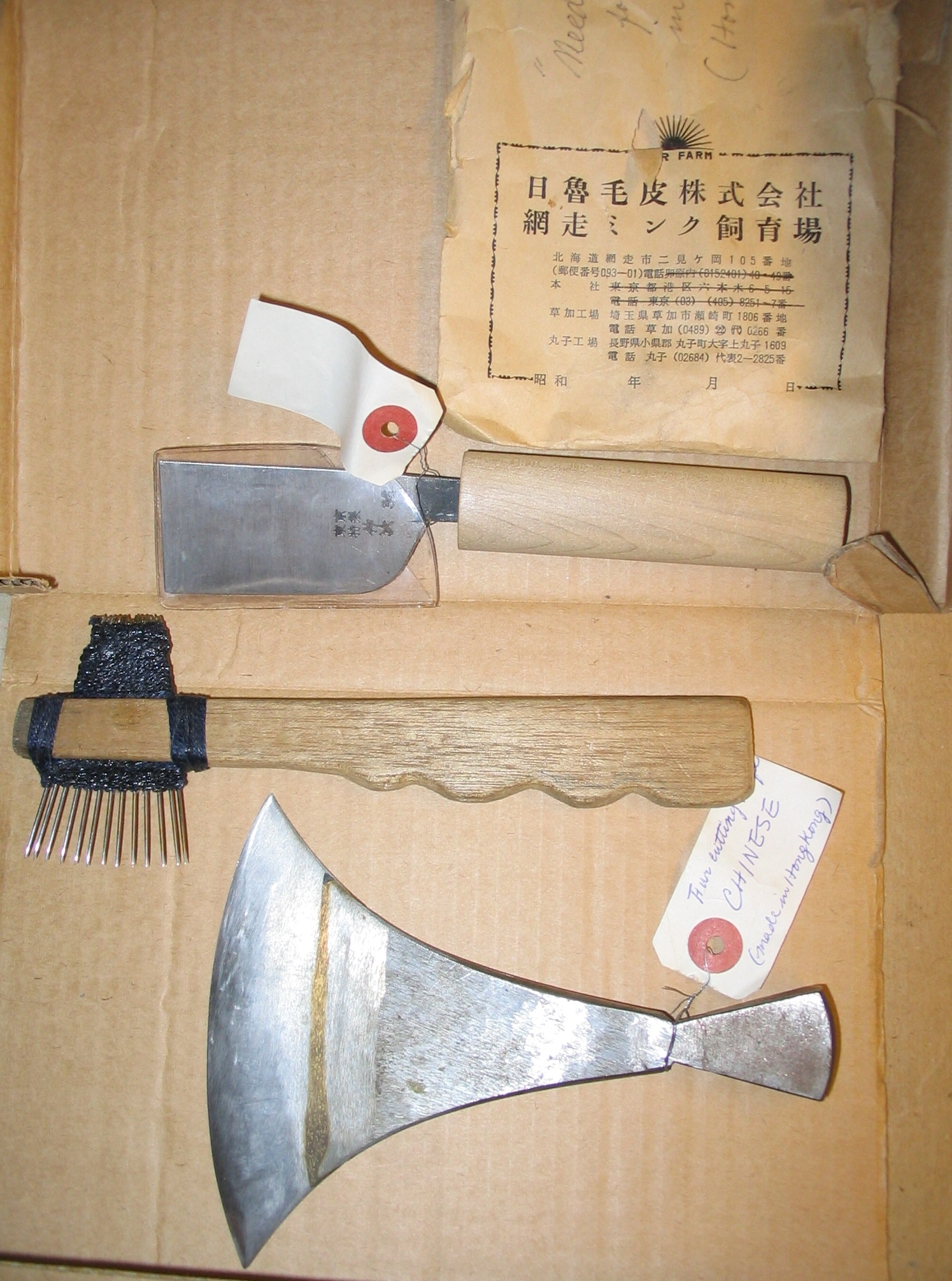
Zwei chinesische Kürschnermesser (Stahl) und Kürschnerkamm

## Beschaffenheit (Form, Material)

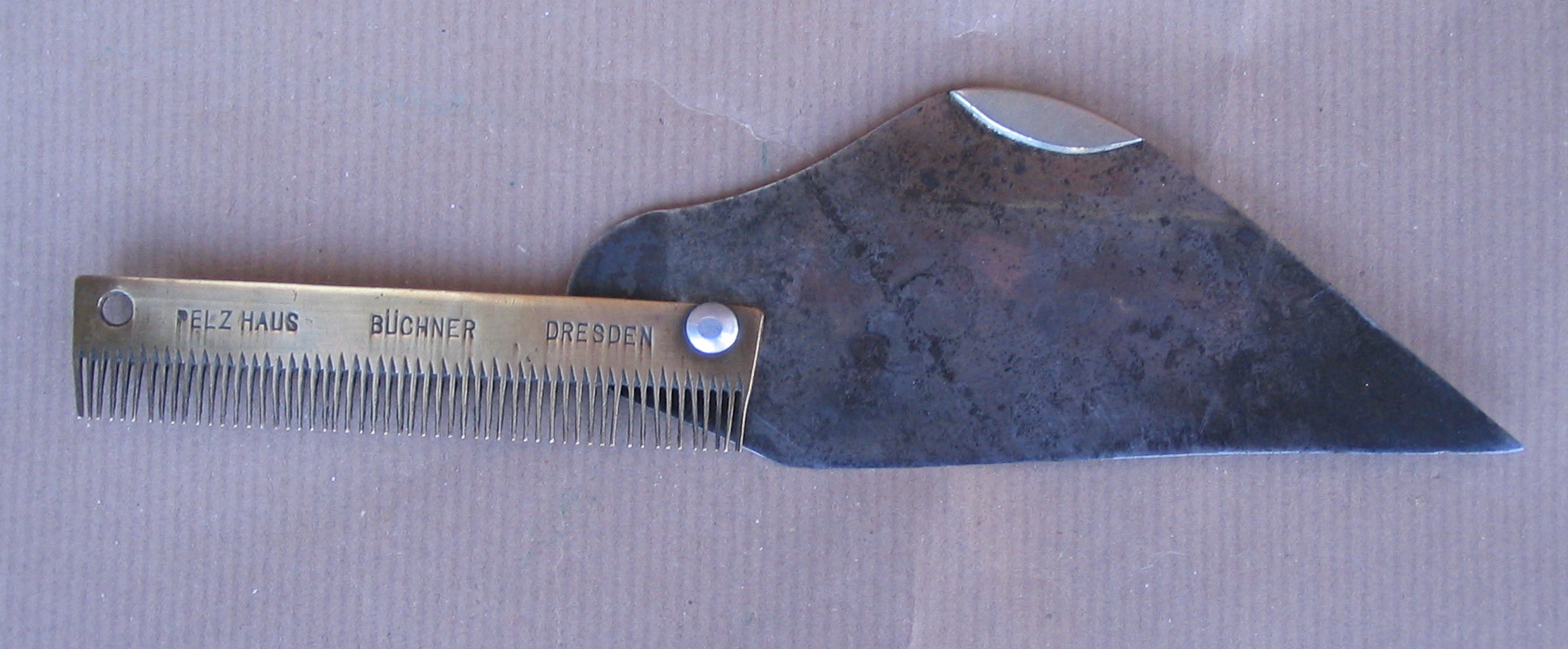
Mit Kürschnerkamm, offenbar ein Kundenpräsent eines Dresdner Kürschners

Das vor dem Aufkommen des Klingenhalters in der modernen Kürschnerei übliche Messer ist aus einem Stahlblech bester Qualität hergestellt. Die Form ist dem Gebrauch und der Hand angepasst. Auffallend ist vor allem der hochgebogene Rücken und der schmale Auslauf, der meist mit einem Messingfortsatz versehen ist. Wesentlich für den Gebrauch ist eine vorzüglich spitzgeschliffene Spitze, um in das Fellleder einstechen zu können. Die Ganzstahlmesser waren in verschiedenen Härtegraden erhältlich. Es wurde empfohlen, weder ein zu hartes noch ein zu weiches Messer zu wählen. Beim harten Stahl springen beim Arbeiten leicht Scharten aus oder es bricht die Spitze ab; das zu weiche Messer wird schnell wieder stumpf.
Das moderne europäische Ganzstahl-Kürschnermesser hat eine der Handgestalt angepasste Form, frühe Formen waren etwas größer und plumper. Mit der Verfeinerung der Arbeitstechniken mussten auch die Werkzeuge entsprechend weiterentwickelt werden. Der rückwärtige verschmälerte Ansatz dient zum Markieren des Leders. Die Größe der Ganzstahl-Kürschnermesser ist verschieden und richtet sich nach der Handgröße, wie auch nach der Gewohnheit des Arbeitenden. Geübte Kürschner ließen ihr Messer derart schleifen, dass die Spitze nicht nur der Schneide zu, sondern auch etwas den Messerrücken hinauf scharf war. Dadurch konnte der Schnitt sowohl zu sich her, wie auch von sich weg geführt werden, ohne das Messer zu drehen. Anfängern wurde davon jedoch abgeraten.

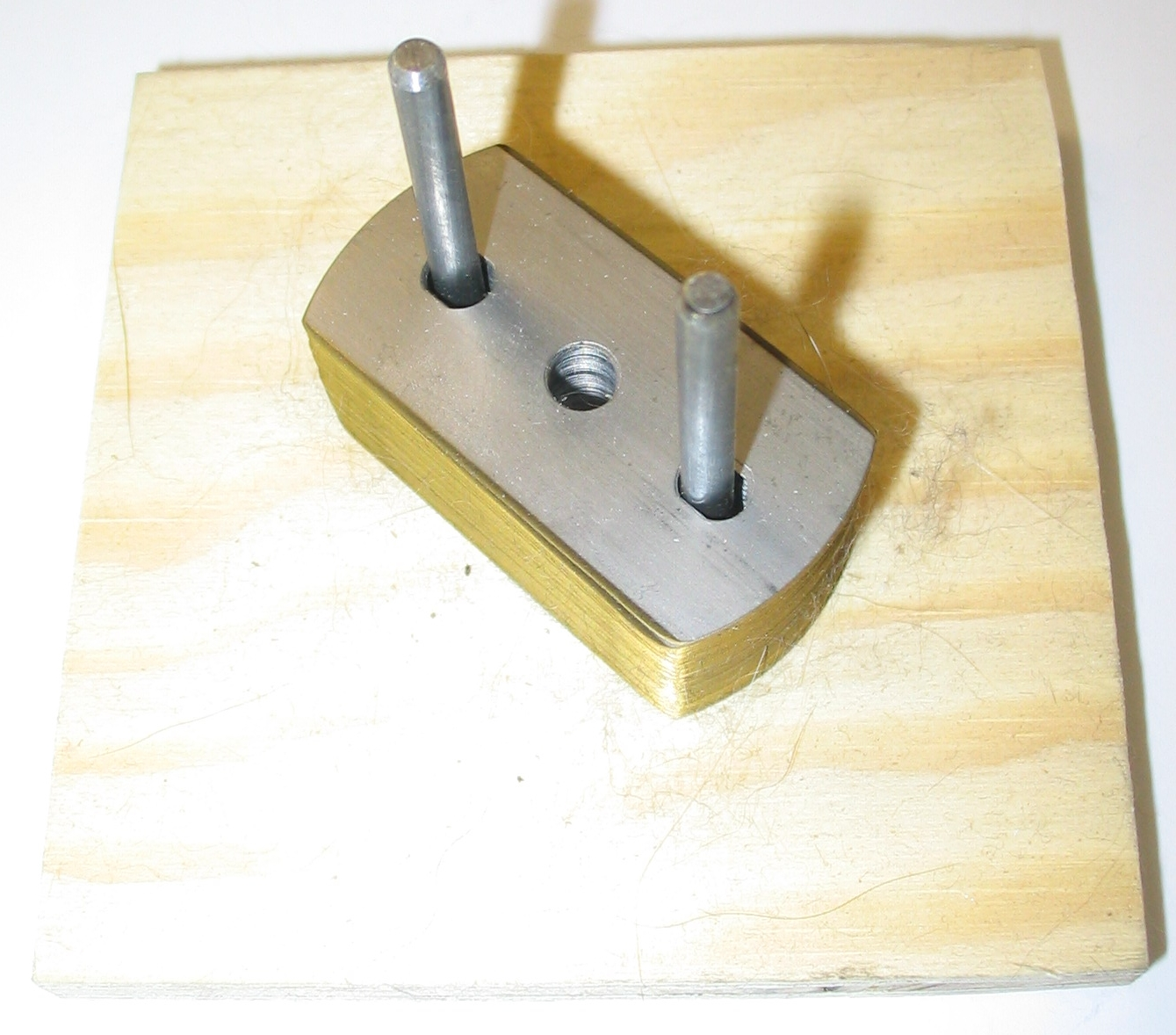
Kürschner-Klingen

Der heute fast überall nur noch übliche Klingenhalter entspricht in der Form dem Ganzstahl-Kürschnermesser. Er wird jedoch nicht in verschiedenen Größen produziert, die Modelle variieren allerdings je nach Hersteller etwas in ihrer Form und Größe. Wurden anfangs noch verschiedene Kürschnermesser mit Spezialklingen angeboten, haben sich in Europa überwiegend Modelle durchgesetzt, bei denen handelsübliche Rasierklingen verwendet werden. Gebräuchlich sind in den Fachbetrieben speziell für Kürschnermesser von einem Solinger Betrieb gefertigte, etwas dickere und preisgünstigere Klingen, die sich auch leicht brechen lassen, ohne sich dabei zu verbiegen. Die Klinge wird jeweils in der Länge geteilt, bevor sie in den Halter eingespannt oder, je nach Modell, eingeschraubt wird. Die speziellen Kürschnerklingen sind auch vorgebrochen erhältlich. Die halbe Klinge wird vor dem Einsetzen in den Klingenhalter zusätzlich am Ende abgebrochen, spitz der Schneide zu.
Das in Deutschland zuletzt gebräuchlichste, ursprünglich gebrauchsmustergeschützte Kürschnermesser entspricht dem der Firma Sievers („System Sievers“). Es besteht aus Messing; die Klingen werden unkompliziert mit einer einfachen Klemmvorrichtung gehalten. Unten befindet sich eine Hilfe zum Brechen der Klingen mit einer Markierung des Brechwinkels. Die Firma Sievers besteht nicht mehr, das Messer wird jedoch in fast gleicher Ausführung weiter hergestellt.

Verschiedene Ganzstahl-Kürschnermesser und Klingenhalter
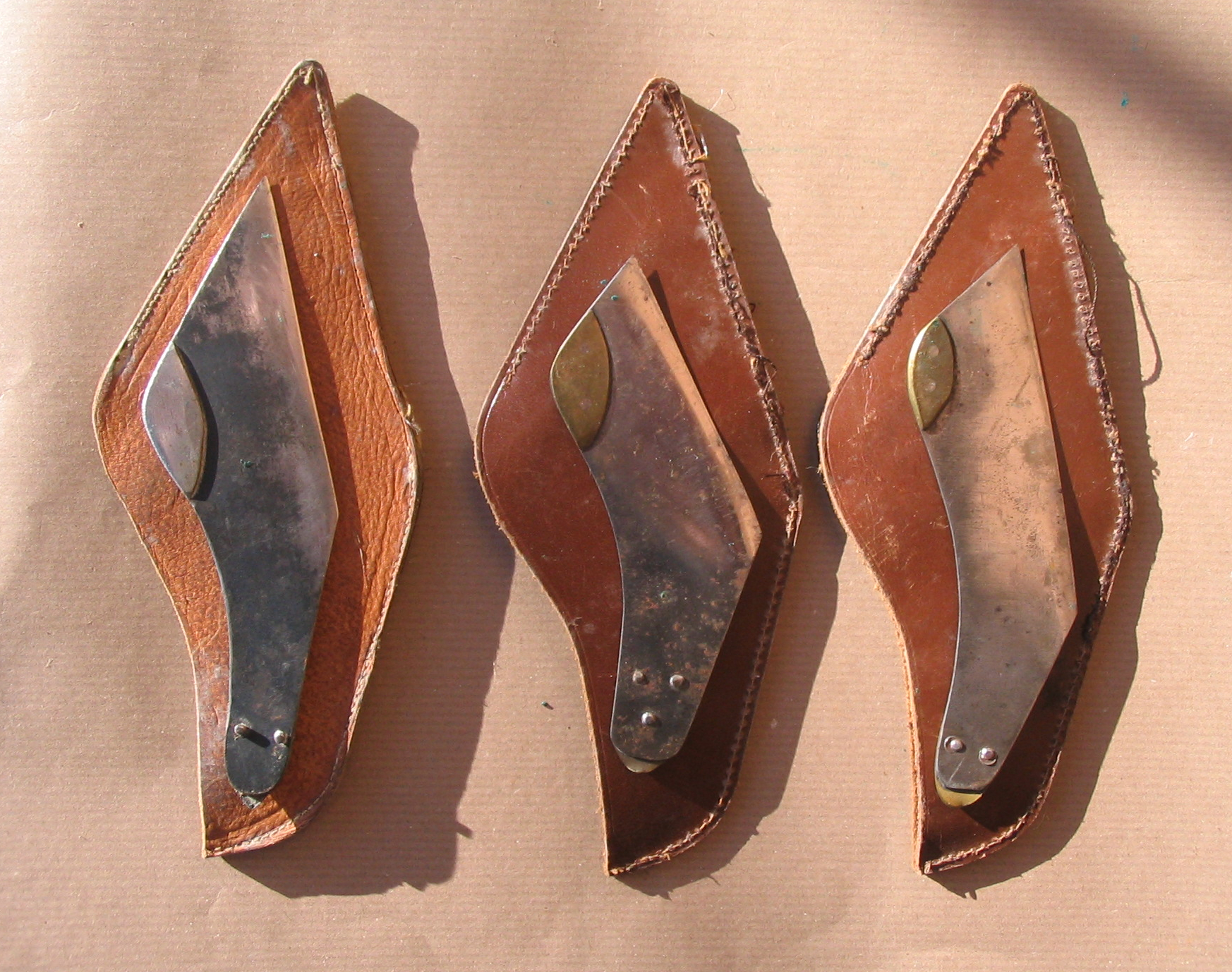
Messer mit Lederhüllen
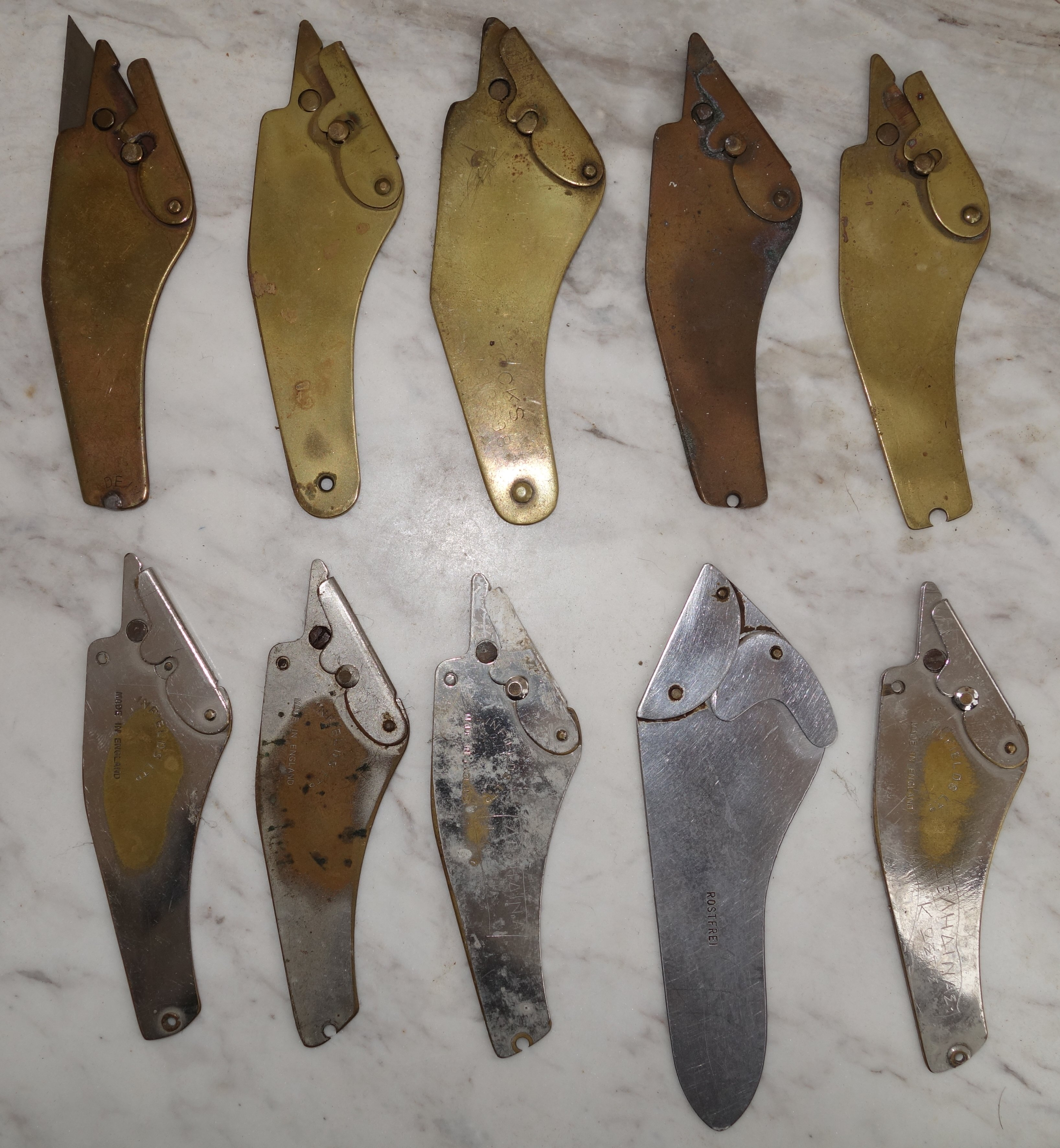
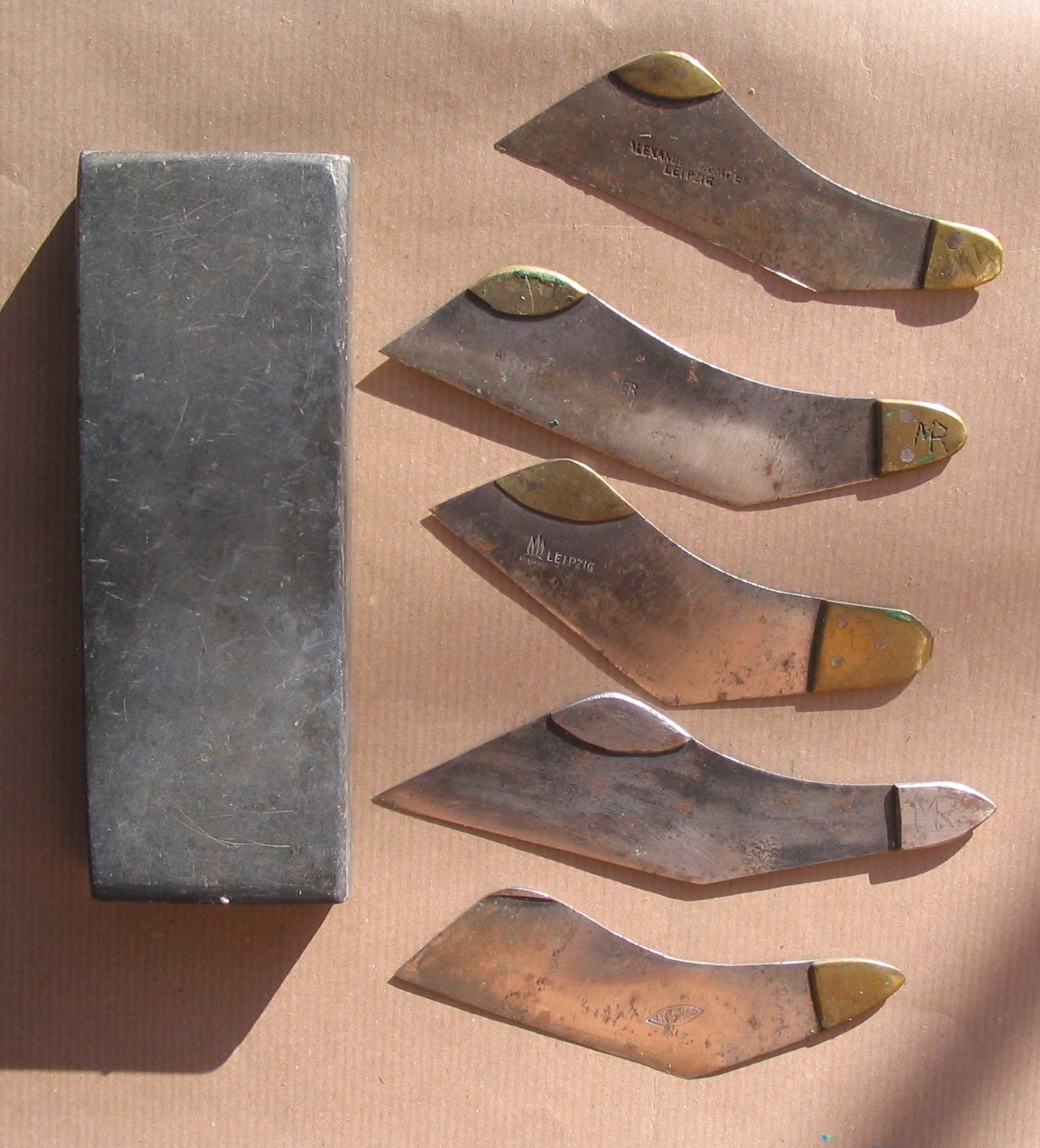
Wetzstein und Messer
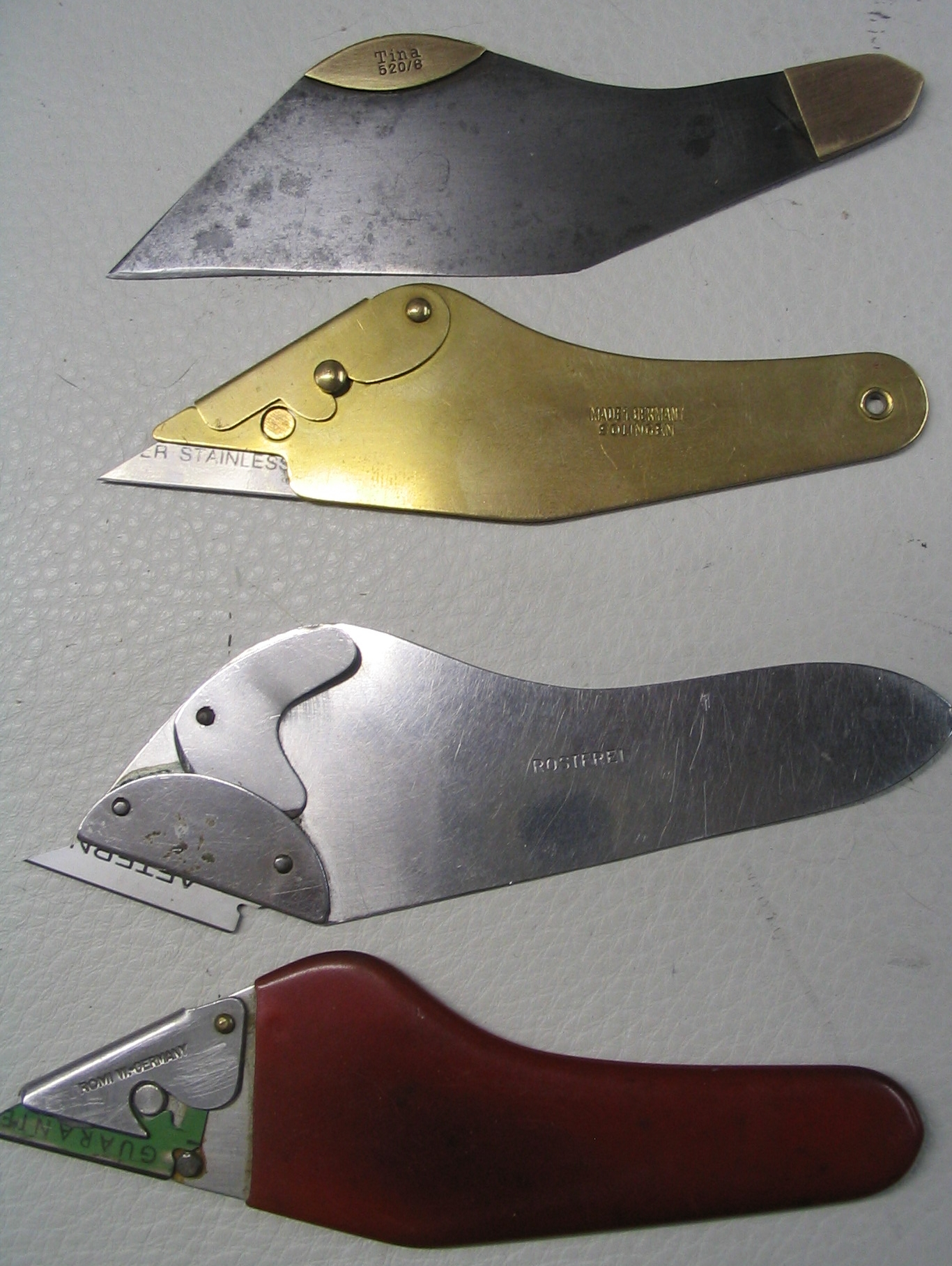

## Das Schneiden der Felle

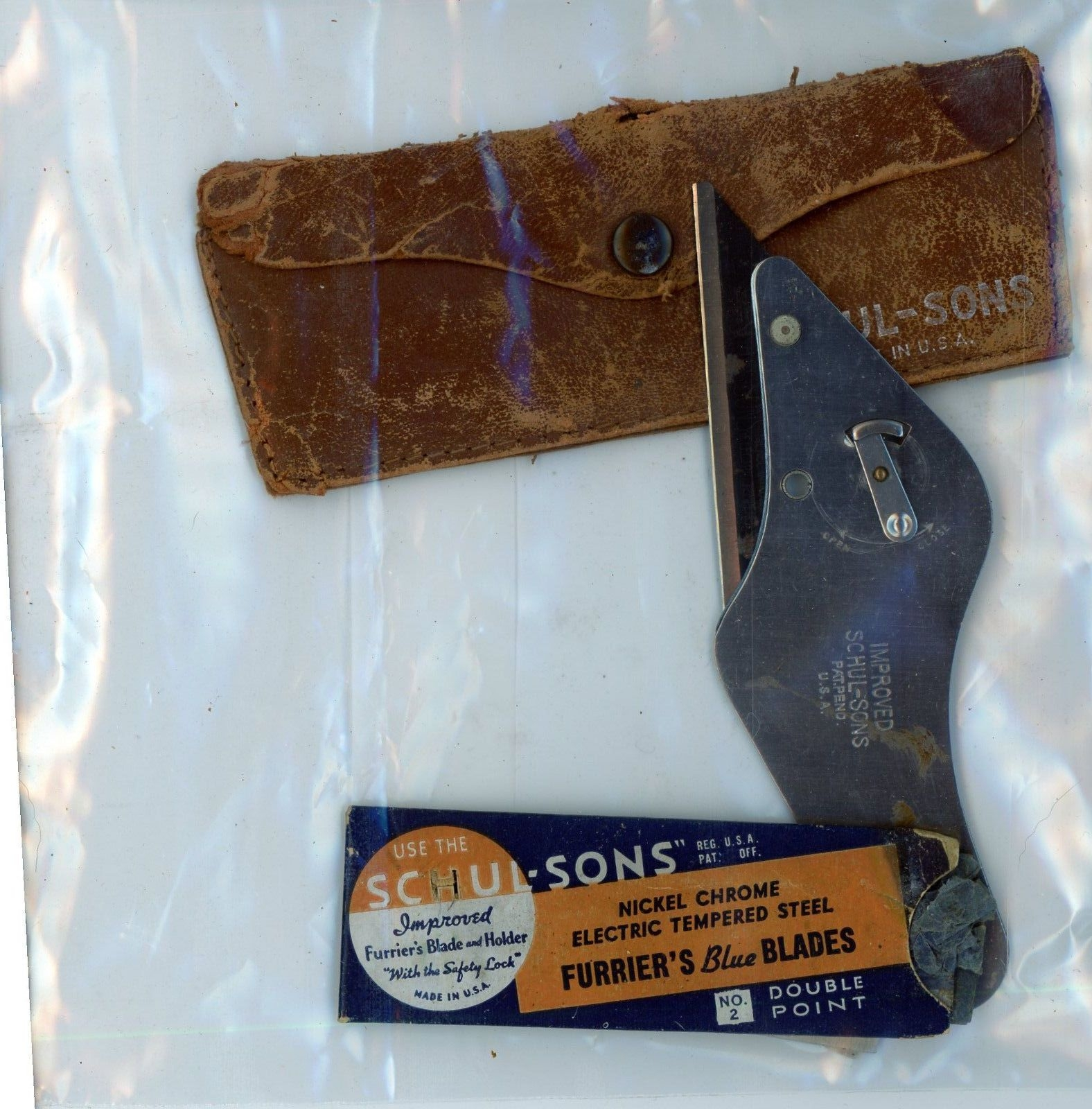
Amerikanisches Kürschnermesser mit Spezialklingen und Messertasche

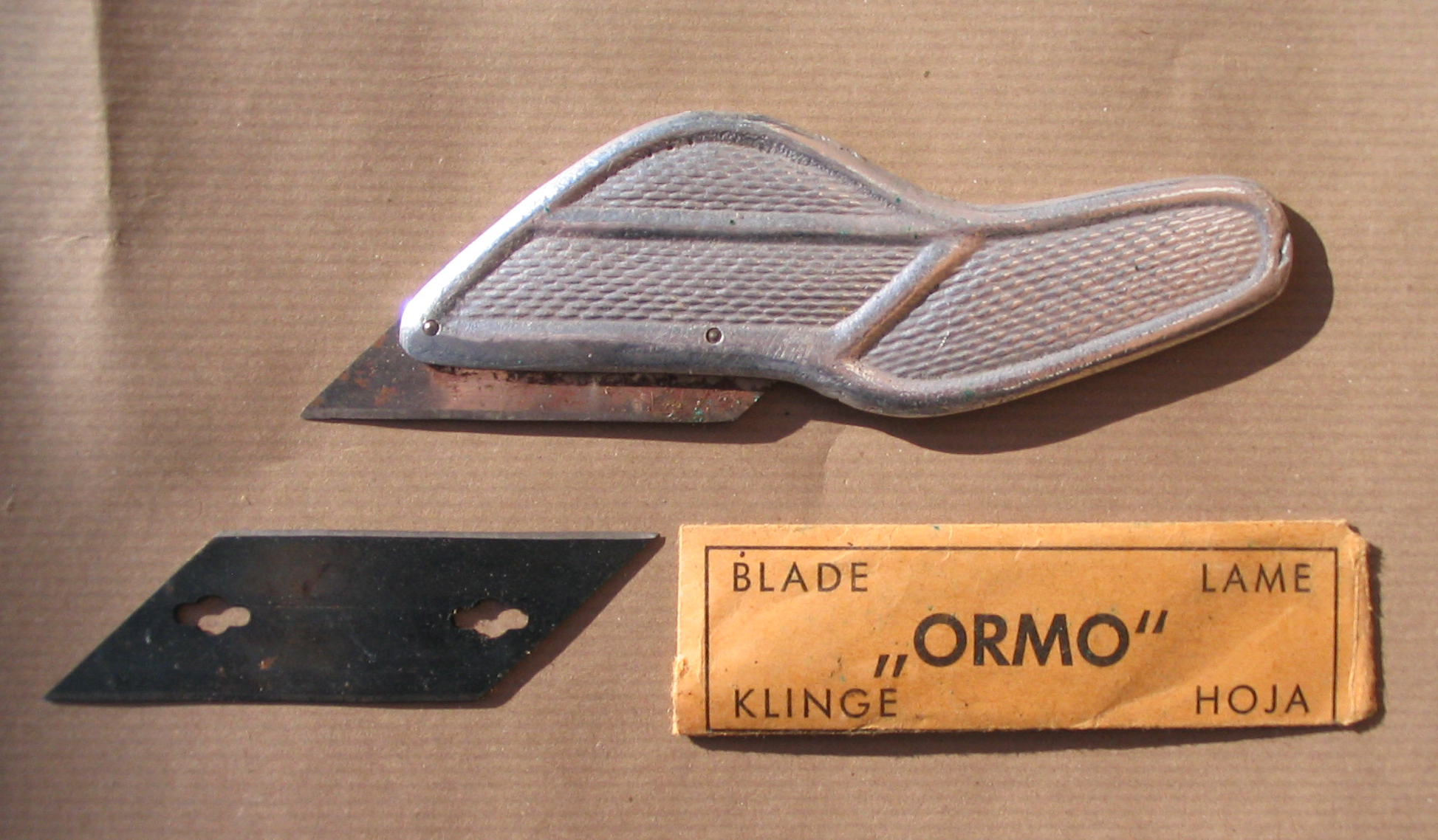
Aluminium-Messer mit Spezialklingen

Ganzstahlmesser müssen von Zeit zu Zeit auf dem feuchten Wetzstein nachgeschliffen werden. Indem die Schneidekante nach oben zu bogenförmig abgeschliffen wird, erhält man eine besonders feine Spitze. Zwischendurch wird die Schneidekante auf der Arbeitsplatte oder besser einem Lederriemen, wie ihn früher auch die Barbiere benutzten, abgezogen; das heißt die feinen, beim Schneiden entstehenden Scharten werden geglättet. Versierte Kürschner hielten mehrere Messer vorrätig, so dass sie die Arbeit beim Stumpfwerden eines Messers nicht zu unterbrechen brauchten. Neben den spitz geschliffenen Messern hielten die spezialisierten amerikanischen Pelzschneider (cutter, cut = engl. „schneiden“) für bestimmte Arbeiten auch eckigere Exemplare bereit. Der Cutter rangierte an oberster Stufe („supreme“) der Hierarchie der amerikanischen Pelzarbeiter, seine Aufgabe lag zwischen der des Sortierers und der des Nähers, das Spannen („Zwecken“) des genähten Pelzes war dort bereits die Aufgabe eines weiteren Spezialisten, des Zweckers. Beim stumpfgewordenen Klingenmesser wird eine neue Klinge eingesetzt oder die Klinge wird gewendet; beim Schneiden eine Nerzfelles zum Auslassen kann das bei einem kräftigen Leder durchaus nach etwa jedem Fell oder sogar öfter notwendig sein, je nach Art des Leders und der Qualität der Klinge.
Eine der ersten Arbeiten bei der Pelzherstellung ist das Anbrachen, österreichisch Bestechen, das Entfernen der Schadstellen der Felle.
Der österreichische Kürschnermeister Alexander Tuma beschreibt den sachgerechten Gebrauch des Kürschnermessers wie folgt:

„Das Messer muss gut in der Hand liegen. Wer dasselbe schlecht hält, wird keinen guten Schnitt führen. […] Wir nehmen das Messer so zur Hand, dass die Schneide nach abwärts gerichtet ist. Die Spitze zeigt nach vorne; der erhöhte Rücken ruht fest im Ballen der Hand. Links liegt der Daumen am Messer, rechts der gekrümmte Mittelfinger. Vorne über den Rücken des Messers bis zu Nähe der Spitze laufend, liegt der Zeigefinger. Gestützt wird die Hand durch den auf dem zu schneidenden Fell aufliegenden kleinen Finger. Während der Schnittführung geht die ganze Hand mit; der oben auf der Messerkante ruhende Zeigefinger drückt je nach der Fellstärke auf dem sich dadurch bietenden Widerstand auf das Messer. Während die rechte Hand das Messer führt, hält die linke das Fell.
Wird der Schnitt vom Rande des Felles geführt, dann setzt das Messer etwa im vorderen Viertel der Schneide zum Schnitt an, wird jedoch inmitten des Felles geschnitten, muss die Spitze des Messers zuerst in das Fell eindringen. Dann rückt die Schneide bis ungefähr zur Hälfte ihrer Länge nach, wird dann aus dem Schnitt, wenn derselbe noch nicht zu Ende ist, wieder herausgezogen, neu angesetzt und weitergeschnitten Bei einem kurzen Schnitt kann die Hand fester auf dem Fell ruhen, je mehr aber der Schnitt in der Länge zunimmt, desto beweglicher muss die Hand sein um dem Schnitt folgen zu können.“

Das Schneiden kann auf drei verschiedene Arten geschehen:
1. Der Daumen liegt beim Rechtshänder an der linken Seite des Messers, der Zeigefinger auf dem gekrümmten Messerrücken, während der Mittelfinger rechts am Messer liegt. Diese drei Finger halten das Messer. Der Ringfinger und der kleine Finger liegen leicht gekrümmt auf dem Fellteil und geben Führung. Die linke Hand hält beim Schneiden das Fell glatt. Insbesondere kurze und gebogene Schnitte werden so ausgeführt.
2. Der hintere Teil des Messers liegt zwischen Daumen und Zeigefinger. Der Daumen liegt, von unten kommend, an der linken Seite des Messers, während die beiden vorderen Glieder des Zeigefingers auf der Krümmung des Messerrückens liegen und den Druck beim Schneiden ausüben. Mittel- und Ringfinger befinden sich gekrümmt auf der rechten Seite des Messers, während der kleine Finger ausgestreckt auf dem Fellteil liegt und Halt und Führung gibt. Die Handhabung ist der ersten Art sehr ähnlich, nur wird dabei das Messer von hinten gefasst, und die Hand greift nicht von oben, sondern von unten. In der Regel wendet man die zweite Art an, wenn lange und gerade Schnitte zu machen sind.
3. Hierbei wird das Messer so gedreht, dass die Klinge nach oben zeigt. Der hintere, ausgehohlte Teil des Messerrückens liegt zwischen Daumen und Zeigefinger, der Daumen links, der Zeigefinger rechts am Messer. Die anderen drei Finger liegen gekrümmt hinter dem Messer, wobei, wenn nötig, der kleine Finger Führung gibt. Die Schneiderichtung ist nicht wie bei den vorigen Messerhaltungen auf den Körper zu, sondern vom Körper weg. Diese Art wird beim Aufschneiden von Fellen von der Haarseite aus benutzt sowie am Anfang von Schnitten, um einen sicheren Ansatz für eine der beiden ersten Schnittarten zu erhalten.

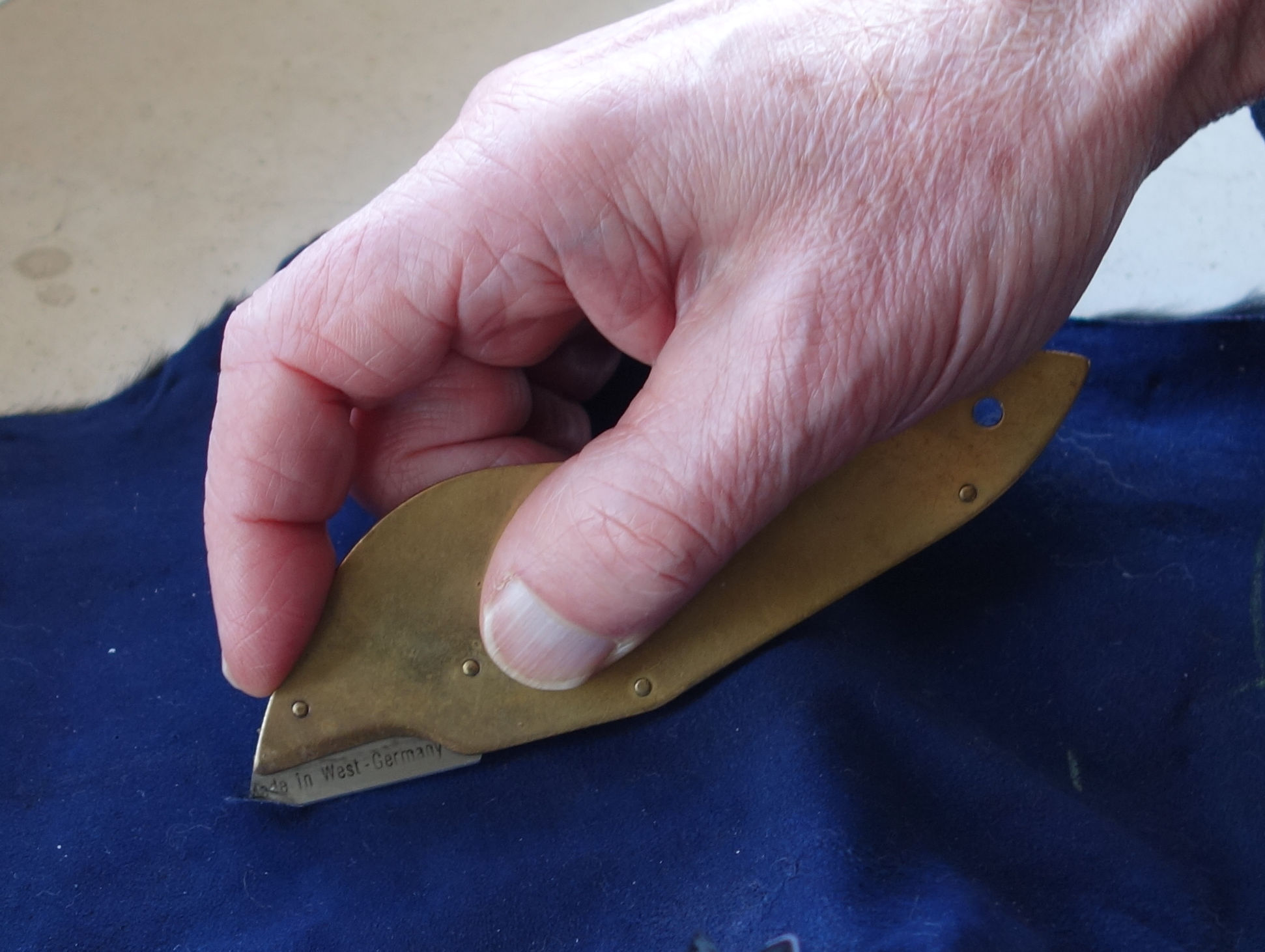
1.
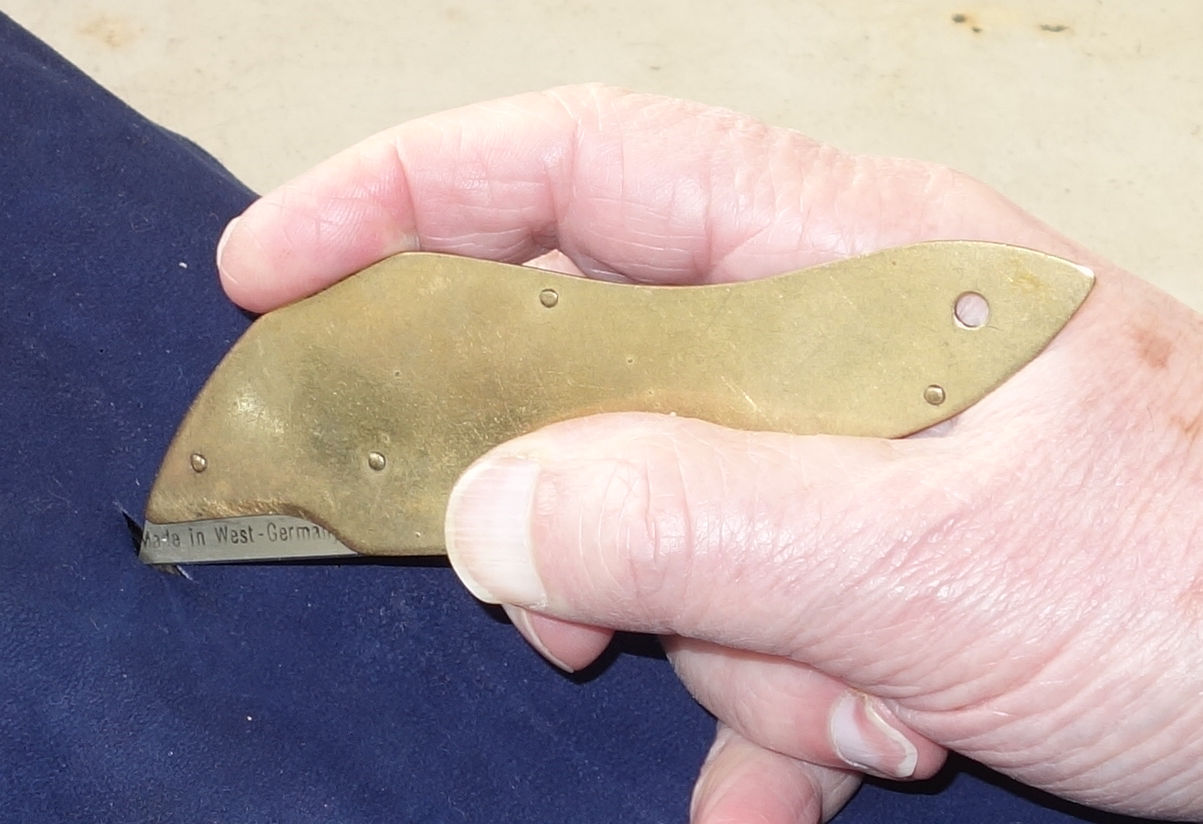
2.
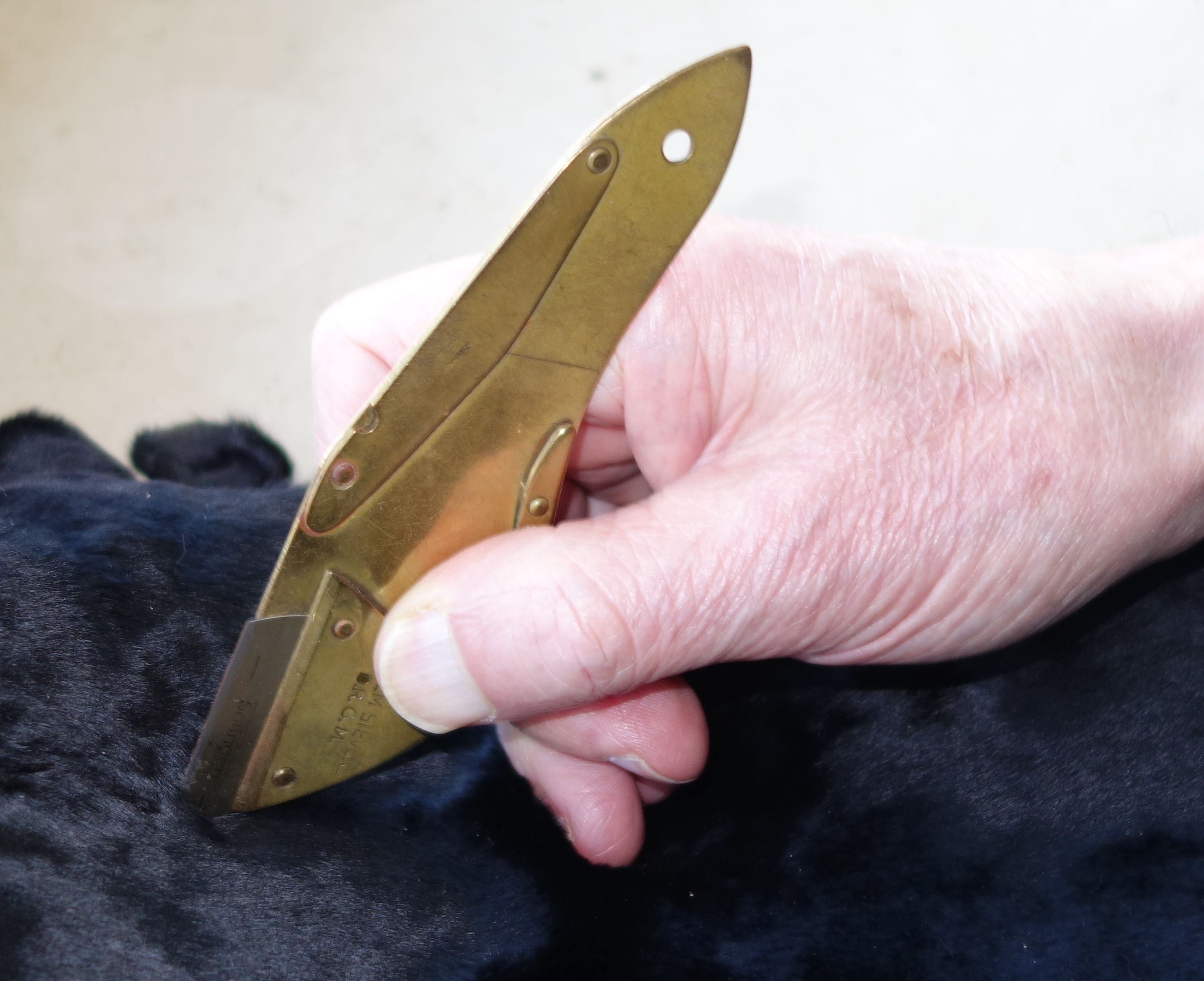
3.

Das Fell liegt beim Schneiden nie flach auf der Unterlage auf, sondern wird mit der freien Hand leicht angehoben, andernfalls würden dabei Haare mit abgeschnitten werden. Deshalb verbietet sich auch das Schneiden mit der Schere. Ebenfalls aus dem Grund wird immer mit dem Haarschlag und nicht entgegen der Haarrichtung geschnitten. Die Klinge sollte deshalb auch kaum tiefer als die Lederdicke eindringen, die Schnitttiefe soll so gering wie möglich gehalten werden. Die halbe Klinge kann dann noch einmal gewendet benutzt werden, indem auf der noch scharfen Gegenseite eine zweite Spitze gebrochen wird.

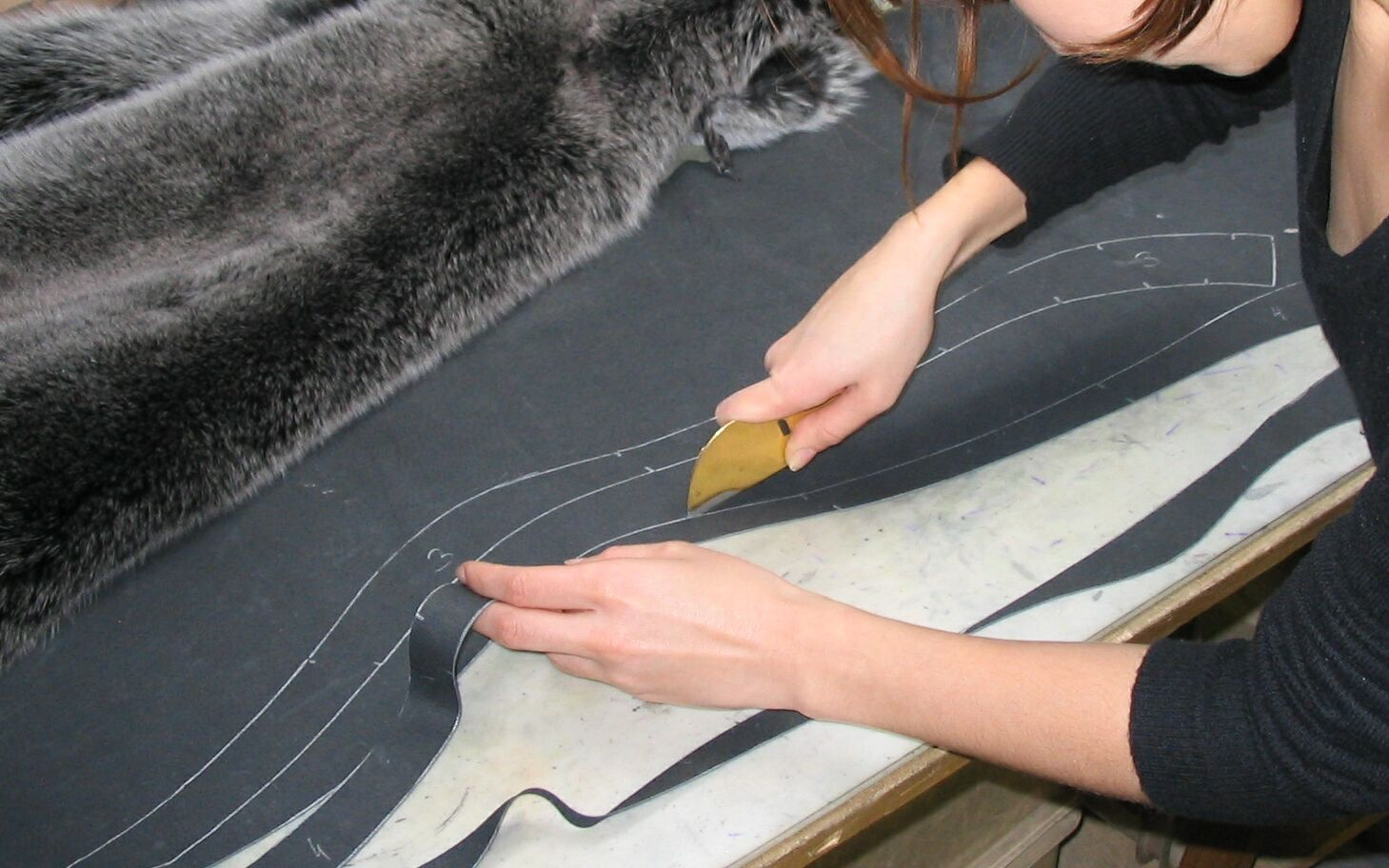
Lederzuschnitt auf einer weichen Kunststoffunterlage
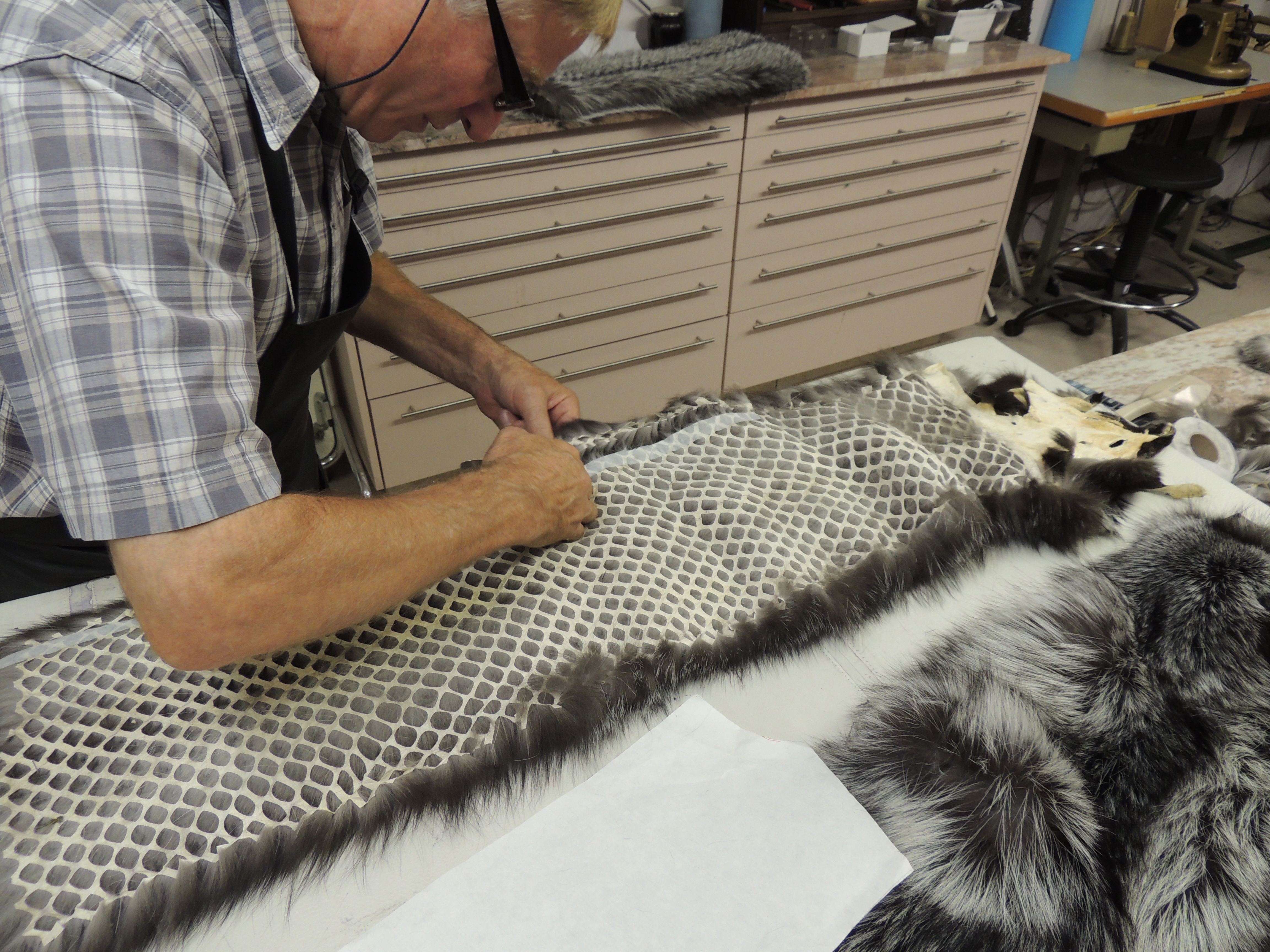
Berändern eines galonierten Silberfuchsfells
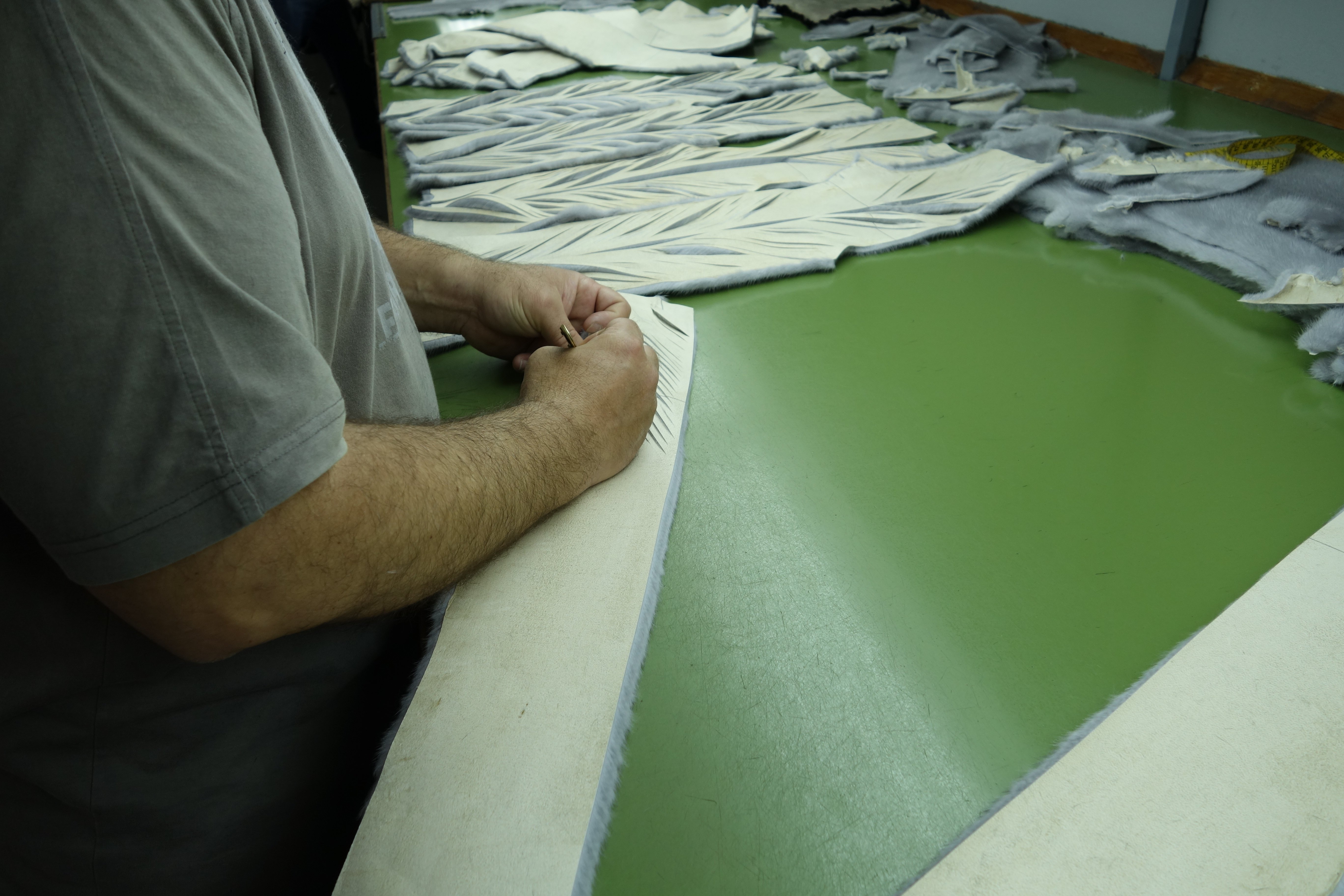
Schneiden von Auslass-Schnitten
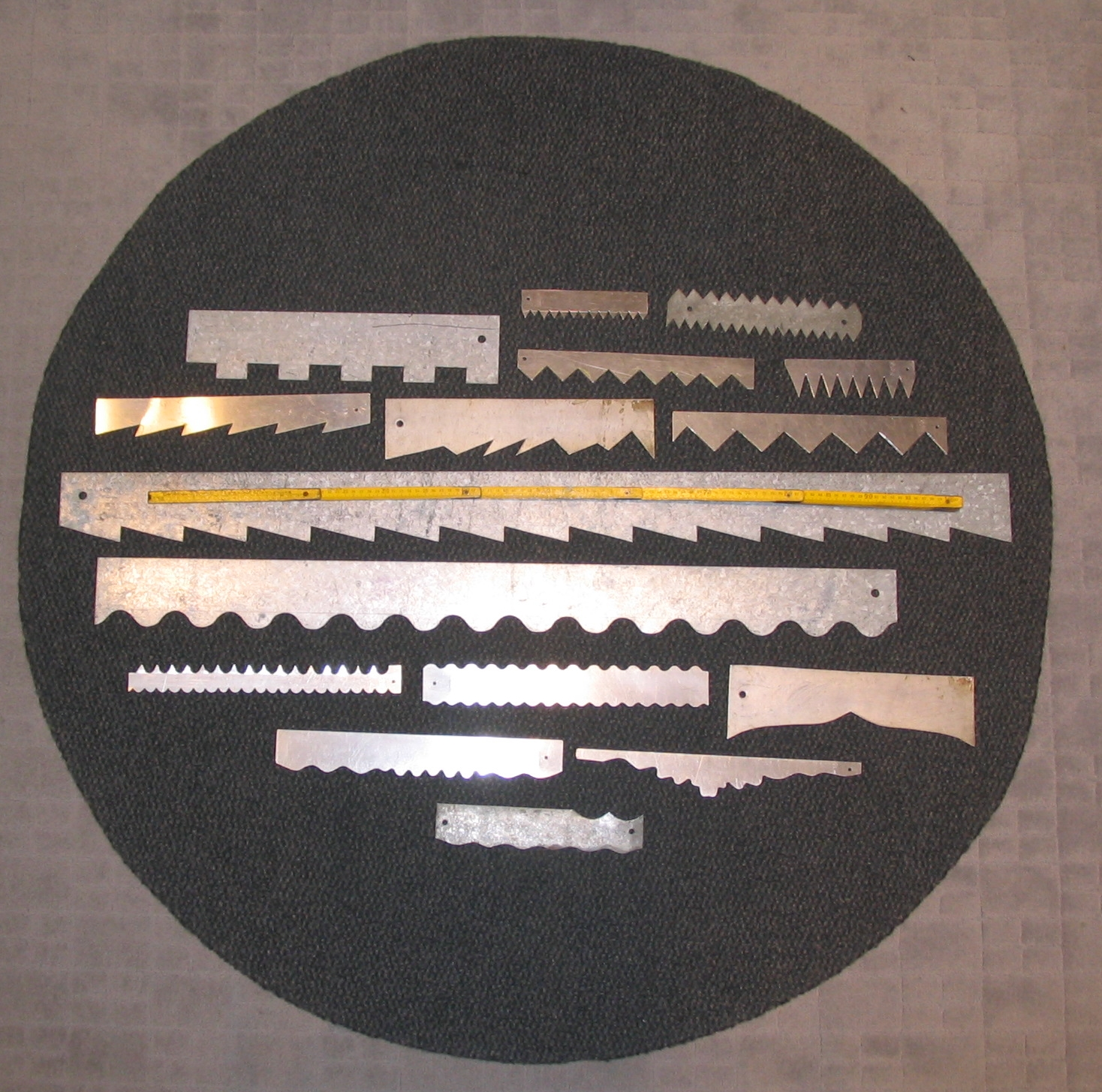
Schablonen für Fellverbindungen

## Fellschneidegeräte

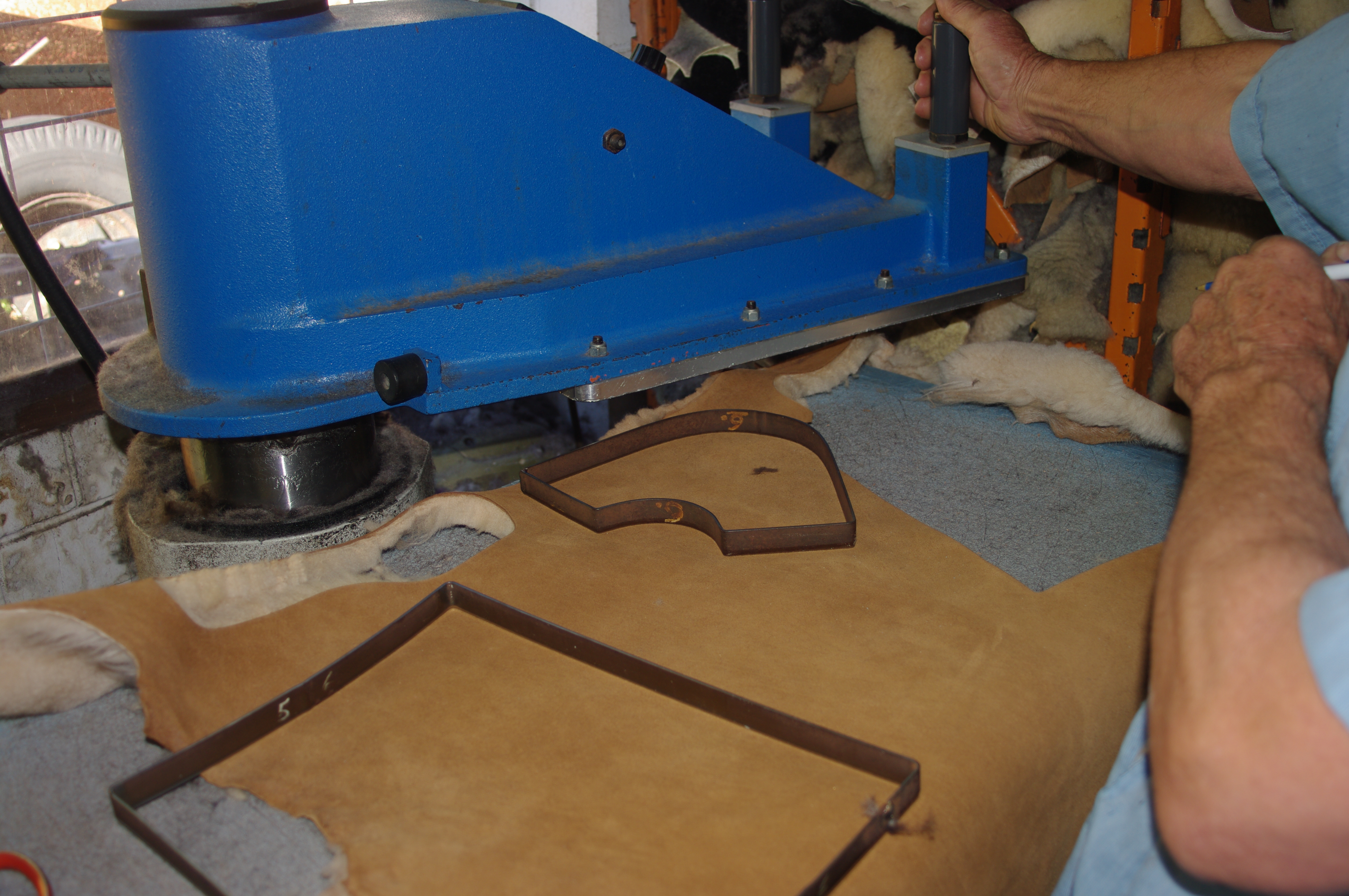
Stanze für Fellstiefel (Ugg Boots)

- Für das Auslassen, das Herstellen gewünschter Fellformen und eines gewünschten Fellaussehens durch das Verlängern von Fellen auf Kosten der Breite, bei der das Fell in bis zu 3 ½ Millimeter schmale Streifen zerlegt wird, wurden spezielle Auslassgeräte und -maschinen entwickelt.
- Auch für das Luftgalonieren, bei der das Fell mit etwa 1,5 Zentimeter langen, versetzt angeordneten Schnitten eingeritzt wird, um es anschließend gitterförmig großflächiger auszuspannen, gibt es seit der zweiten Hälfte des 20. Jahrhunderts spezielle Werkzeuge und Schneidegeräte.
- 1928 wies ein Kürschnerhandbuch jene Kürschner, die den Abfall als Spezialarbeit verwerten darauf hin, dass man nun eine Stanzvorrichtung erfunden hat, die das zeitraubende Zuschneiden der kleinen Fellstückchen rasch und gleichmäßig besorgt. Diese Stanzen wie die ganze Vorrichtung arbeiten derartig, dass das Haar nicht mit abgeschnitten wird. Die Stanzen sind für die einzelnen Formen auswechselbar und ermöglichen ein rasches und peinlich genaues Arbeiten.[12] Für das Schneiden von bei gelockten Fellen üblichen gezackten oder gewellten Verbindungsnähten (zum Beispiel Persianer, Indisch Lamm) wurden in der Vergangenheit für die Industrie besondere Stanzen hergestellt. In der industriellen Fertigung werden Stanzen zudem insbesondere zum Zuschneiden kleiner Lammfellteile benutzt, beispielsweise für Hausschuhe und Handschuhe.
- Eine Revolution des Auslassnähens schien eine 1981 auf der Pelzmesse in Frankfurt am Main als Prototyp vorgestellte Fellauslassautomat der Firma Pfaff zu sein. Die erstaunliche Konstruktion erledigt den kompletten Arbeitsgang vom Schneiden der Felle, dem Rücken der Auslassschnitte nach vorgegebener Berechnung und das Nähen in einem Arbeitsgang (Modell 3560). Es gab Optionen auf diese Neuentwicklung in Höhe eines zweistelligen D-Mark-Millionenbetrages. 1984 war das Gerät in Serienreife fertig und wurde erstmals ausgeliefert.[13] Nach Angaben der Firma gingen Aufträge aus vielen Ländern ein, trotzdem wurde der Auslassautomat wohl nach einiger Zeit nicht mehr hergestellt.